# Список переможців всеукраїнського конкурсу «Учитель року»
Це список переможців щорічного всеукраїнського конкурсу «Учитель року».
| Роки | Переможці |
| ---- | --- |
| 1996 | Желюк Олег Миколайович — переможець у номінації «Фізика» Заболотний Олександр Вікторович — переможець у номінації «Українська мова та література» Карпюк Галина Іванівна — переможець у номінації «Географія» Мисан Віктор Олександрович — переможець у номінації «Історія»                                                                             |
| 1997 | Денисенко Наталія Григорівна — переможець у номінації «Фізична культура» Падалко Олег Федорович — переможець у номінації «Англійська мова» Розвозчик Петро Іларіонович — переможець у номінації «Українська мова та література» Стецюк Людмила Іванівна — переможець у номінації «Біологія» Щиголев Іван Петрович — переможець у номінації «Математика» |
| 1998 | Демчук Олег Віленович — в номінації «Українська мова та література» Душенко Валентина Олександрівна — у номінації «Початкові класи» Одинець Ніна Володимирівна — у номінації «Трудове навчання» Фідря Олег Григорович — у номінації «Історія» Шмуклер Юхим Григорович — у номінації «Хімія»                                                             |
| 1999 | Макаренко Володимир Миколайович — у номінації «Українська мова та література» Наровлянський Олександр Данилович — у номінації «Правознавство» Фесенко Леонід Віталійович — у номінації «Образотворче мистецтво» Орос Віктор Михайлович — у номінації «Інформатика» Фостій Валентина Василівна — у номінації «Географія»                                 |
| 2000 | Калуш Людмила Юріївна — у номінації «Біологія» Кіндюх Петро Ярославович — у номінації «Математика» Краснопольська Руслана Андріївна — у номінації «Історія» Мушак Ірина Володимирівна — у номінації «Початкові класи» Шуляр Василь Іванович — у номінації «Українська мова та література»                                                               |
| 2001 | Громовий Віктор Володимирович — у номінації «Директор школи» Каєнко Олександр Васильович — у номінації «Зарубіжна література» Паньків Олег Миколайович — у номінації «Фізична культура» Петрова Ірина Яківна — у номінації «Музичне мистецтво» |
| 2002 | Гиря Олексій Олексійович — у номінації «Хімія» Лисенко Тетяна Іванівна — у номінації «Інформатика» Машіка Віктор Томашович — у номінації «Правознавство» Рудницька Ольга Борисівна — у номінації «Українська мова та література» Суровцев Володимир Валентинович — у номінації «Початкові класи»                                                        |
| 2003 | Гончаренко Володимир Миколайович — у номінації «Трудове навчання» Ковальчук Сергій Іванович — у номінації «Українська мова та література» Кудрявцев Володимир Сергійович — у номінації «Англійська мова» Марчук Жанна Станіславівна — у номінації «Образотворче мистецтво» Синя Надія Антонівна — у номінації «Географія»                               |
| 2004 | Невінчана Наталія Віталіївна — у номінації «Заступник директора школи» Нев'ярович Наталя Юріївна — у номінації «Зарубіжна література» Остапчук Уляна Володимирівна — у номінації «Математика» Цибульська Світлана Анатоліївна — у номінації «Початкові класи» Ягенська Галина Василівна — у номінації «Біологія»                                        |
| 2005 | Карасик Володимир Давидович — у номінації «Фізика» Левченко Алла Валеріївна — у номінації «Музичне мистецтво» Худобець Олександр Анатолійович — у номінації «Історія» Чешейко Сергій Михайлович — у номінації «Фізична культура» |
| 2006 | Кобевка Алла Пилипівна — у номінації «Початкові класи» Маринюк Вікторія Валентинівна — у номінації «Іноземна мова. Німецька» Мельник Валентин Іванович — у номінації «Інформатика» Париш Олег Михайлович — у номінації «Хімія» Рихлик Тамара Іванівна — у номінації «Географія»                                                                         |
| 2007 | Кінащук Наталія Леонідівна — у номінації «Математика» Кожуленко Олександра Борисівна — у номінації «Українська мова та література» Пархоменко Олександр Миколайович — у номінації «Трудове навчання» Савчук Анатолій Васильович — у номінації «Образотворче мистецтво» Філіпенко Тетяна Михайлівна — у номінації «Правознавство»                        |
| 2008 | Іванов Олександр Кузьмич — у номінації «Фізична культура» Олійник Юлія Миколаївна — у номінації «Початкові класи» Ціпов'яз Лариса Валеріївна — у номінації «Зарубіжна література» |
| 2009 | Віктор Павло Андрійович — у номінації «Фізика» Лиса Світлана Олександрівна — у номінації «Англійська мова» Новикова Надія Валентинівна — у номінації «Музичне мистецтво» Казанцева Ольга Павлівна — у номінації «Інформатика» Малюк (Макашова) Юлія Валентинівна — в номінації «Українська мова та література»                                          |
| 2010 | Гравс Ольга Іллівна — у номінації «Географія» Крижановський Олександр Феліксович — у номінації «Математика» Приходько Юлія Миколаївна — у номінації «Трудове навчання» Гращенкова Ірина Олександрівна — у номінації «Правознавство» Матвійчина Світлана Володимирівна — у номінації «Хімія»                                                             |
| 2011 | Косован Оксана Корніївна — у номінації «Початкові класи» Невмержицька Ольга Федорівна — у номінації «Зарубіжна література» Шлєєнкова Тетяна Миколаївна — з номінації «Образотворче мистецтво» Майданик Олена Геннадіївна — у номінації «Історія» Шепель Світлана Юріївна — у номінації «Німецька мова»                                                  |
| 2012 | Байдаченко Тетяна Сергіївна — у номінації «Етика» Криворучко Мар'яна Володимирівна — в номінації «Біологія» Попова Тетяна Юріївна — у номінації «Українська мова і література» Головецька (Солодка) Оксана Михайлівна — у номінації «Англійська мова» Михно Людмила Сергіївна — в номінації «Фізична культура»                                          |
| 2013 | Єпіхіна Тетяна Володимирівна — у номінації «Російська мова» Мотурнак Євген Володимирович — у номінації «Інформатика» Валентюк Роман Анатолійович — у номінації «Фізика» Лисянюк Олена Леонідівна — у номінації «Французька мова» Приходько Марина Іванівна — у номінації «Музичне мистецтво»                                                            |
| 2014 | Бухтій Ольга Володимирівна — в номінації «Трудове навчання» Петриченко Ольга Вікторівна — у номінації «Початкові класи» Красота Олександр Володимирович — у номінації «Географія» Швачка Юрій Михайлович — у номінації "Світова література |
| 2015 | Ківеждій Олеся Василівна — у номінації «Українська мова та література» Коваль Яна Юріївна — у номінації «Хімія» Кізілова Галина Олександрівна — у номінації «Образотворче мистецтво» Кульчицька Тетяна Володимирівна — у номінації «Правознавство» |
| 2016 | Бурлака Олена Вікторівна — в номінації «Історія» Македон Віолетта Валеріївна — в номінації «Англійська мова» Костенко Ольга Віталіївна — в номінації «Математика» Попович Юрій Васильович — в номінації «Захист Вітчизни» |
| 2017 | Біжан Тетяна Володимирівна — в номінації «Початкова освіта» Боднарюк Людмила Степанівна — в номінації «Музичне мистецтво» Пудрій Наталія Георгіївна — в номінації «Біологія» Шатківський Віталій Миколайович — в номінації «Інформатика» |
| 2018 | Кецмур Ольга Василівна — в номінації «Українська мова та література» Лазебний-Чоловський Дмитро Миколайович — в номінації «Фізична культура» Никитюк Віктор Миколайович — в номінації «Фізика» Яковчук Михайло Володимирович — в номінації «Німецька мова»                                                                                              |
| 2019 | Бараненко Людмила Кімівна — в номінації «Вчитель інклюзивного класу» Дяків Василь Григорович — в номінації «Основи здоров'я» Ігнатьєв Сергій Борисович — в номінації «Захист Вітчизни» Коробкова Яна Сергіївна — в номінації «Географія» Романовська Ірина Сергіївна — в номінації «Французька мова»                                                    |
| 2020 | Всеукраїнський (третій) тур конкурсу було скасовано через пандемію COVID-19. |
| 2021 | Архіпова Аліна Євгеніївна — в номінації «Керівник закладу освіти» Харченко Людмила Андріївна — в номінації «Математика» Луп’як Дмитро Миколайович — в номінації «Трудове навчання» Молодик Катерина Юріївна — в номінації «Українська мова та література»                                                                                               |
| 2022 | Самойлов Андрій Михайлович — в номінації «Біологія» Пашкевич Ольга Вікторівна — в номінації «Інформатика» Майорський Вячеслав Віталійович — в номінації «Основи правознавства» Трубніков Максим Валерійович — в номінації «Мистецтво» |
| 2023 | Денисов Олег Володимирович — в номінації «Захист України» Маценко Наталія Володимирівна — в номінації «Початкова освіта» Жадан Олена Миколаївна — в номінації «Основи здоров’я» Донченко Ілля Сергійович — в номінації «Фізична культура» |
| 2024 | Романчук Роман Станіславович — в номінації «Географія» Петрище Олена Михайлівна — в номінації «Образотворче мистецтво» Ксьондзик Тетяна Миколаївна — в номінації «Українська мова та література» Гунько Михайло Миколайович — в номінації «Фізика» |
| 2025 | Білик Володимир Романович — в номінації «Хімія» Гавриляк Олеся Володимирівна — в номінації «Трудове навчання / Технології» Мендусь Тетяна Петрівна — в номінації «Зарубіжна література» Мегельбей Марина Миколаївна — в номінації «Історія» |